# (207657) Mangiantini
(207657) Mangiantini est un astéroïde de la ceinture principale.

## Description
(207657) Mangiantini est un astéroïde de la ceinture principale. Il fut découvert le 1er août 2007 à San Marcello Pistoiese par Luciano Tesi et Giancarlo Fagioli. Il présente une orbite caractérisée par un demi-grand axe de 2,39 UA, une excentricité de 0,22 et une inclinaison de 2,1° par rapport à l'écliptique.

## Compléments